# Peloscolex benedeni
Peloscolex benedeni är en ringmaskart som beskrevs av Udekem. I den svenska databasen Dyntaxa används istället namnet Tubificoides benedeni. Enligt Catalogue of Life ingår Peloscolex benedeni i släktet Peloscolex och familjen glattmaskar, men enligt Dyntaxa är tillhörigheten istället släktet Tubificoides och familjen glattmaskar. Arten är reproducerande i Sverige. Inga underarter finns listade i Catalogue of Life.